# Chorebus tenellae
Chorebus tenellae är en stekelart som beskrevs av Griffiths 1967. Chorebus tenellae ingår i släktet Chorebus och familjen bracksteklar. Inga underarter finns listade i Catalogue of Life.